# Javier Pérez de Cuéllar

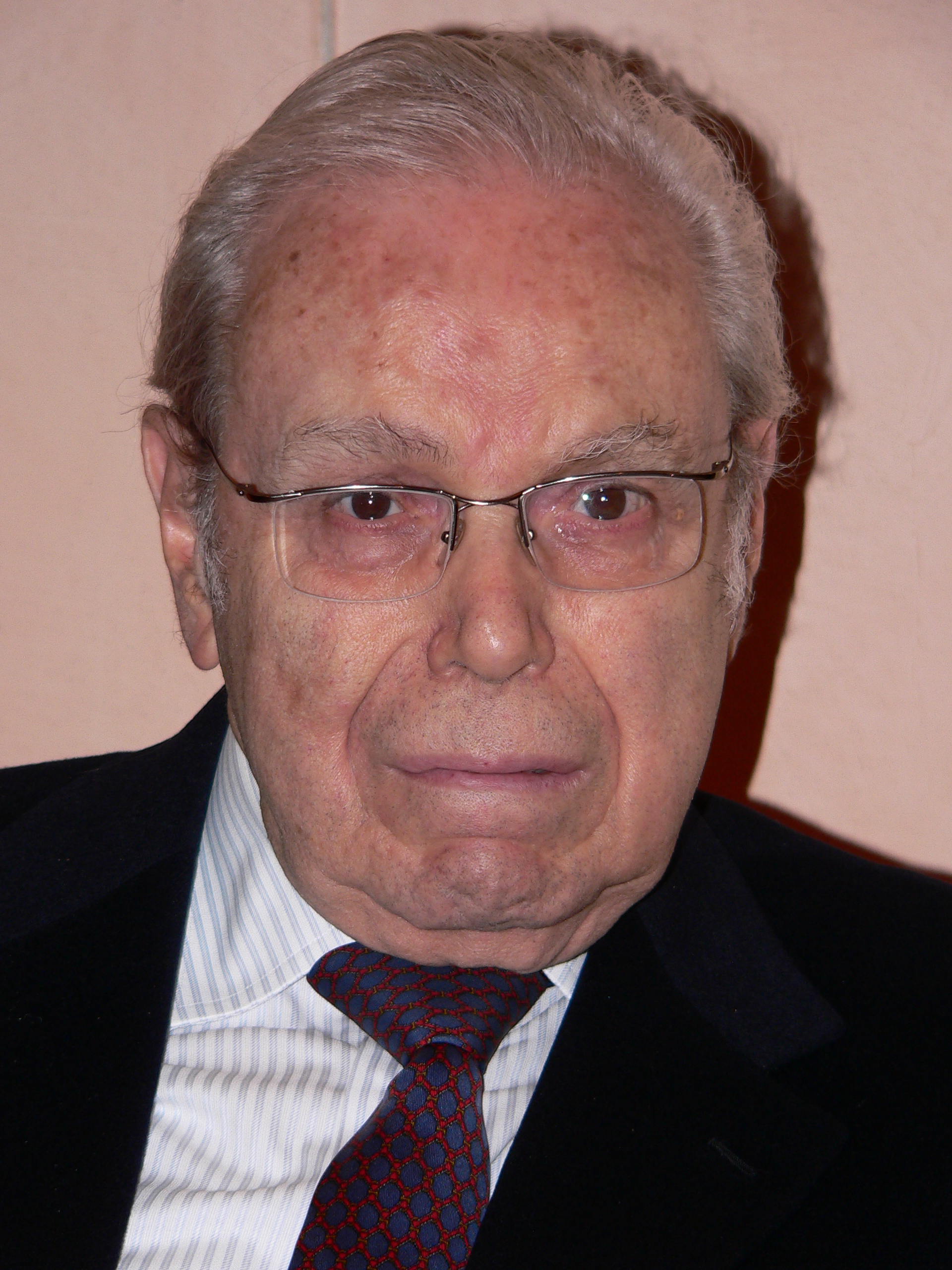
Javier Pérez de Cuéllar (2008)

Javier Felipe Ricardo Pérez de Cuéllar Guerra (* 19. Januar 1920 in Lima; † 4. März 2020 ebenda) war ein peruanischer Diplomat und Politiker. Er war von 1982 bis 1991 Generalsekretär der Vereinten Nationen und von 2000 bis 2001 peruanischer Premierminister.

## Leben

### Karriere als Diplomat
Javier Pérez de Cuéllar studierte Jura an der Pontificia Universidad Católica del Perú. 1940 trat er ins peruanische Außenministerium ein, 1944 wechselte er in den diplomatischen Dienst. Als junger Diplomat sammelte er Erfahrung in Bolivien, Brasilien und Großbritannien. 1961 kehrte er ins Außenministerium zurück. Später war er peruanischer Botschafter in der Schweiz (1962–1966), der Sowjetunion (1969–1971), in Polen und Venezuela. Ab 1979 arbeitete er für die UNO.

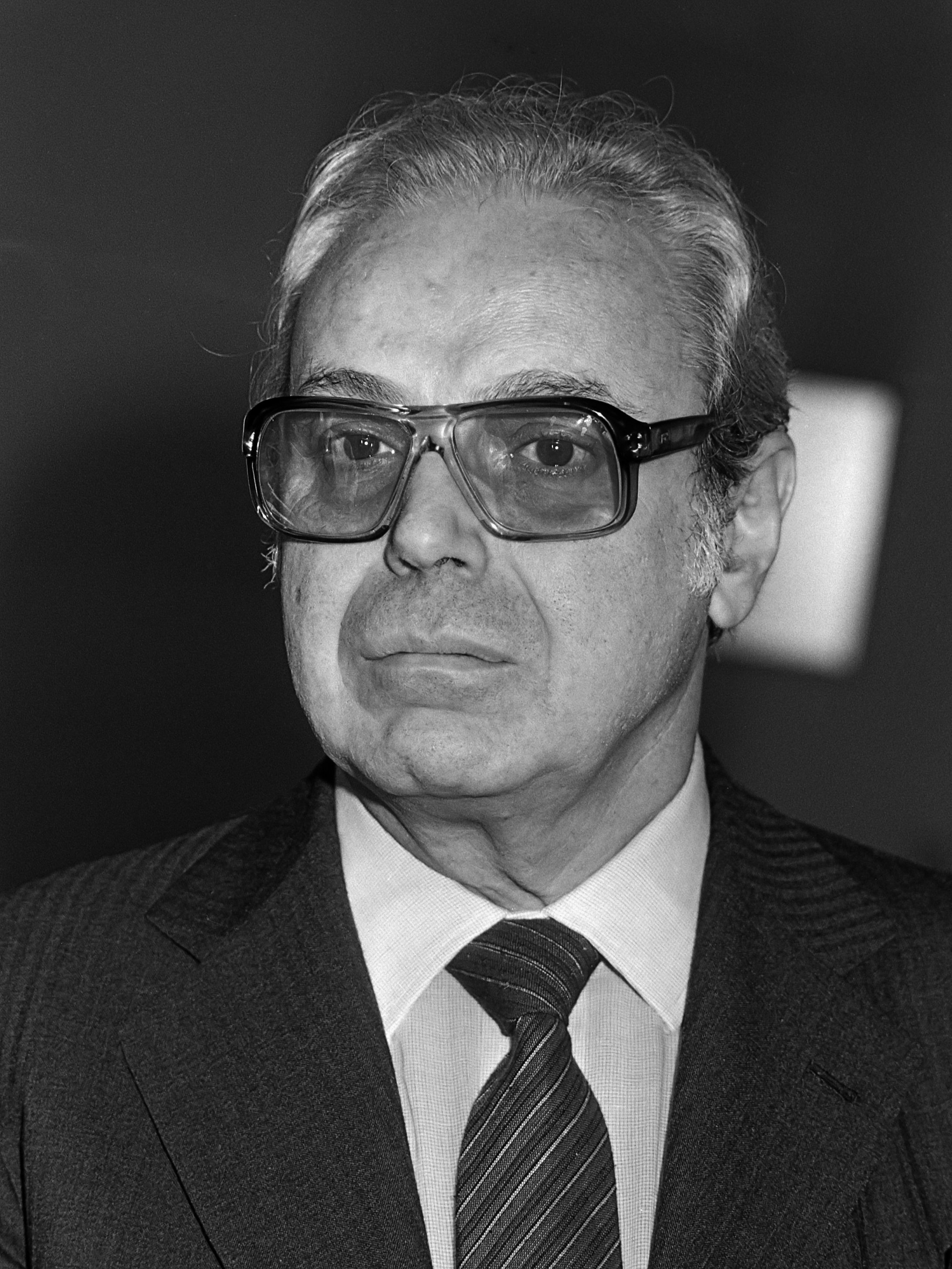
Javier Pérez de Cuéllar (1982)

### Generalsekretär der Vereinten Nationen
1975 wurde er UN-Sonderbeauftragter für Zypern. Am 1. Januar 1982 übernahm Pérez de Cuéllar das Amt des Generalsekretärs der Vereinten Nationen als Nachfolger Kurt Waldheims und wurde im Oktober 1986 für eine zweite Amtszeit wiedergewählt. Während seiner zwei Amtszeiten leitete er in der Folge des Falklandkriegs die Vermittlungen zwischen Großbritannien und Argentinien und förderte die Bemühungen der Contadora-Gruppe um Frieden und Stabilität in Mittelamerika. Er vermittelte auch in den Verhandlungen zur Unabhängigkeit Namibias, im Westsaharakonflikt und im Zypernkonflikt. Seine zweite Amtszeit als Generalsekretär endete am 31. Dezember 1991.

### Peruanischer Premierminister
1994 gründete er die Partei Unión por el Perú, mit der er 1995 bei den Präsidentschafts- und Kongresswahlen antrat. Er erreichte 21,8 % der Stimmen und unterlag damit Alberto Fujimori (64,4 %). Während der Turbulenzen, die nach dem Rücktritt von Fujimori in Peru ausbrachen, übte er übergangsweise, unter dem Interimspräsidenten Valentín Paniagua Corazao von November 2000 bis Juli 2001 das Amt des Premierministers aus. In dieser Zeit sorgte er für die Offenlegung von telefonischen Bespitzelungsaktivitäten des peruanischen Geheimdienstes unter Fujimori. Anschließend war er bis 2004 Peruanischer Botschafter in Paris.

### Privates
Pérez de Cuéllar verstarb am 4. März 2020, wenige Wochen nach seinem hundertsten Geburtstag. Er war verheiratet und hatte zwei Kinder. Seine Enkelin, Hania Pérez de Cuéllar ist seit dem 10. Dezember 2022 Ministerin für Wohnungswesen, Bauwesen und Sanitärversorgung im Kabinett Boluarte.

## Schriften

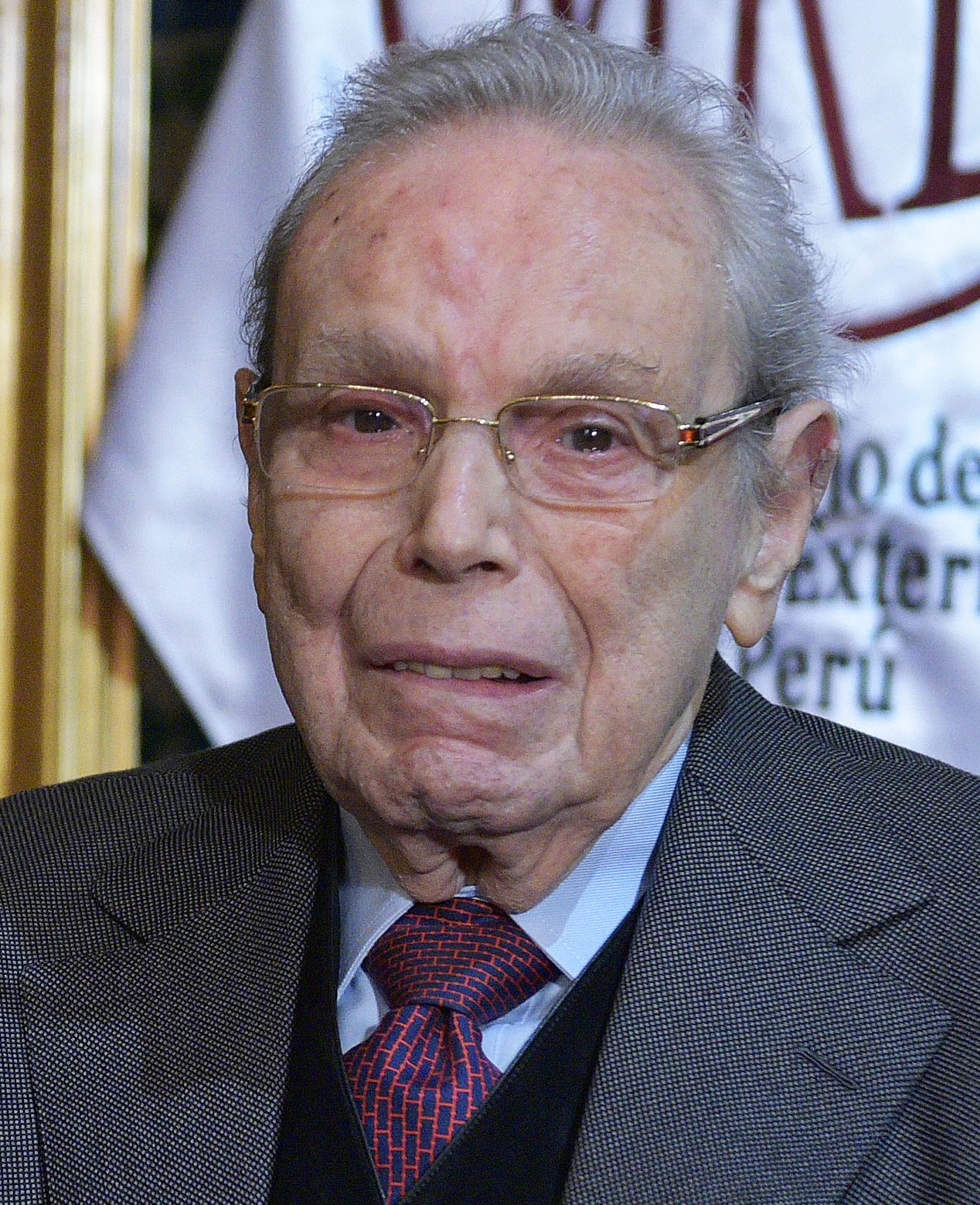
Pérez de Cuéllar (2015)

Neben einem Handbuch des diplomatischen Rechts und seinen Erinnerungen an die Zeit als UN-Generalsekretär sowie Lebenserinnerungen veröffentlichte Pérez de Cuéllar im Alter von 94 Jahren einen Roman mit dem Titel Los Andagoya, in dem das Leben einer Familie im Lima der 1930er Jahre „mit subtilem und ätzendem Humor“ beschrieben wird.
- Manual de Derecho Diplomático (1964, Neuausgabe 1998)
- Orden o anarquía (1992)
- Peregrinaje por la paz (1997)
- Memorias. Recuerdos personales y políticos (2012)
- Los Andagoya (2014)

## Ehrungen
- 1987 Ehrenbürger von Zagreb
- 1988 Friedensnobelpreis für die UN-Friedenstruppe
- 1989 Olof-Palme-Preis
- 1990 Prinz-von-Asturien-Preis
- 1990 Preis der Alexander-Onassis-Stiftung
- 1991 überreichte US-Präsident George Bush Pérez de Cuéllar die Freiheitsmedaille („The Presidential Medal of Freedom“), die höchste zivile Auszeichnung in den USA.
- 1991 spanischer Zivilorden „Isabella die Katholische“
- 1991 Großkreuz des Ordens von St. Michael und St. Georg
- 1992 Four Freedoms Award
- 1992 Großkreuz 1. Klasse des Verdienstordens der Bundesrepublik Deutschland
- 1993 Verdienstorden von Kuwait